# إسلو بريتو
إسلو بريتو (بالهولندية: Elso Brito) (2 مارس 1994 بروتردام في هولندا - ) هو لاعب كرة قدم هولندي في مركز الدفاع. لعب مع نادي إكسلسيور.

## روابط خارجية
- إسلو بريتو على موقع قاعدة بيانات كرة القدم.إي يو (الإنجليزية)
- إسلو بريتو على موقع ناشيونال فوتبول تيمز (الإنجليزية)
- إسلو بريتو على موقع Soccerway.com (الإنجليزية)
- إسلو بريتو على موقع عالم كرة القدم.نت (الإنجليزية)